# 旭出学園 (特別支援学校)
旭出学園（あさひでがくえん）は、東京都練馬区東大泉七丁目にある私立特別支援学校。設置者は学校法人旭出学園で、小学部から専攻科までの一貫教育を行なう。また、併設された研究所は知的障害の研究でも有名である。給食が出ない代わりに児童・生徒は弁当を持参する。

## 設置学部
- 幼稚部
- 小学部
- 中学部
- 高等部
- 専攻科

## 沿革
- 1950年（昭和25年）4月 - 豊島区目白町徳川邸に開園する。園児14名、園舎92m²。
- 1953年（昭和28年）12月 - 椎名町風間氏宅地内に約60m²の手芸教室を建築し、はたおりの指導を始める。
- 1954年（昭和29年）10月 - 目白の校舎に二階を増築し、二教室増す。
- 1956年（昭和31年）11月 - 練馬仲町に土地1,300m²を購入し、寄宿舎を建設する。
- 1958年（昭和33年）7月 - 各種学校として「練馬生活学園」設置の認可を得て、準学校法人（理事長原安三郎）となる。
- 1960年（昭和35年）3月 - 目白に旭出学園教育研究所を開設する。
- 1960年（昭和35年）5月 - 養護学校の認可を得て学校法人となる。隣接地を購入し、校地合わせて約3,300m²となる。
- 1962年（昭和37年）5月 - 練馬区東大泉に校地約10,000m²を入手する。
- 1962年（昭和37年）12月 - 東大泉に校舎(1号館)、作業棟、寄宿舎（やよい寮）、職員寮を落成する。中学部、高等部、手芸教室が移転する。
- 1964年（昭和39年）9月 - 小学部と教育研究所の建物(2号館)が完成し、目白より移転する。全学部が東大泉に集まる。
- 1966年（昭和41年）11月 - 中学部、高等部校舎と体育館（3号館）が落成する。
- 1967年（昭和42年）5月 - 第二寄宿寮（さつき寮）が落成する。
- 1970年（昭和45年）5月 - 創立20周年記念式を行う。
- 1975年（昭和50年）6月 - 創立25周年記念式を行う。
- 1976年（昭和51年）11月 - 旭出生産福祉園の本館が竣工し、寮母5名、栄養士1名福祉園職員となる。
- 1977年（昭和52年）5月 - 皇太子明仁親王・同妃美智子行啓する。
- 1979年（昭和54年）10月 - 幼稚部及び高等部専攻科の設置が認可される。
- 1980年（昭和55年）4月 - 創立30周年記念式を行う。
- 1981年（昭和56年）3月 - 原安三郎理事長が退任し、三木安正理事長が就任する。
- 1981年（昭和56年）4月 - 専攻科校舎(4号館)が落成する(日本自転車振興会助成)。
- 1984年（昭和59年）5月 - 三木安正理事長が死去する。
- 1984年（昭和59年）7月 - 坂元彦太郎理事長が就任する。
- 1990年（平成2年）6月 - 創立40周年記念式を行う。
- 1992年（平成4年）4月 - 職業教育実習棟(7号館)が落成する(日本自転車振興会助成)。
- 1994年（平成6年）5月 - 坂元彦太郎理事長が退任し、肥田野直理事長が就任する。
- 2000年（平成12年）5月 - 三木安正記念館が開園する。創立50周年記念式を行う。
- 2003年（平成15年）12月 - 1964年（昭和39年）4月、1968年（昭和43年）4月、1979年（昭和54年）4月、1992年（平成4年）12月についで、天皇より金一封を賜る。
- 2010年（平成22年）4月 - 現在の学校名に変更。